# Revue numérique
 (mars 2018).
Une revue numérique, également appelée – quoique de manière moins adaptée – revue électronique, est un type de publication périodique (en particulier de revue scientifique) qui se caractérise par son support de fabrication et de lecture (le Web et un écran d'ordinateur, à la place de l'imprimerie et du papier) et par le moyen de sa diffusion (le Web et l'Internet, au lieu de la distribution physique).
Ce type de publication est apparu avec le développement de l'usage de l'Internet et en particulier du Web. Dans les années 2010, en raison de la relative simplicité de sa mise en œuvre, ce nouveau média s'est imposé dans des domaines et contextes de publication extrêmement divers, revue littéraire ou scientifique, revue hyper spécialisée ou d'information généraliste, diffusion confidentielle ou très large. Toutefois, dans bien des cas, un modèle économique pérenne n'a pas encore émergé en 2013. Pour ce qui est du rôle que ces revues ont dans la diffusion des savoirs universitaires, le Centre international d'études pédagogiques propose jusqu'en 2008 des ressources sur l'accès libre et gratuit à l'information scientifique.

## Historique
L'engouement suscité par ce nouveau mode de diffusion a favorisé l'émergence d'un grand nombre de parutions nouvelles ou de compléments aux revues imprimées.
La revue numérique peut donc être le résultat du passage d'un support à l'autre ou bien un complément interactif au support papier toujours très prisé du lecteur. Mais elle peut être le support natif pour des revues spécialisées qui n'auraient eu que peu de chance de trouver une place dans le paysage éditorial.
Zazieweb et la Revue des ressources furent parmi les pionnières de cette évolution technique et culturelle.

## Portails de revues numériques

### En libre accès
Cette section ne s'appuie pas, ou pas assez, sur des sources secondaires ou tertiaires indépendantes du sujet.

Pour l'améliorer, ajoutez-en, ou placez des modèles {{Source secondaire souhaitée}} ou {{Source secondaire nécessaire}} sur les passages mal sourcés. (décembre 2018)
Persée, le portail créé en 2005 par l'Université Lyon 2, est un diffuseur de publication scientifiques, notamment du domaine des sciences humaines et sociales. Il permet d'accéder à plus de 700 000 documents, dont les revues, les livres, les publications en série, etc.
- Érudit, la plateforme numérique canadienne, donne accès à plus de 150 revues en sciences humaines et sociales. Elle était fondée en 1998 à la suite de l'initiative de trois universités - Université de Montreal, Université Laval et UQAM[3].
- OpenEdition Journals (anciennement Revues.org), la plus ancienne plateforme française de revues en ligne, lancée en 1999 par Marin Dacos. Elle regroupe plus de 450 publications (150 000 articles) et appartient à OpenEdition, une infrastructure d'édition électronique[4],[5].